# San Juan de Limay
San Juan de Limay ou Limay est une municipalité nicaraguayenne du département d'Estelí au Nicaragua.